# 釧路和商市場
釧路和商市場（くしろわしょういちば）は、北海道釧路市黒金町のJR北海道釧路駅西方にある、公設の市場。

## 概要
1954年（昭和29年）に結成された釧路で最も歴史ある市場で、「わっしょい、わっしょい」という活気あふれる掛け声と、「和して商う」ことから名付づけられた。
1978年（昭和53年）、開業当初の施設が取り壊され、現在の施設へと建て替えられた。
鮮魚をはじめカニ、塩干（えんかん）、青果、花、薬、そば、珍味、菓子、漬物、食品、精肉、茶、雑貨、寿司など百店舗近くが店を並べている。また、ご飯にお気に入りの魚介類を買って載せ、自分好みの海鮮丼を作って行く勝手丼のサービスでも有名。

## 観光客のお土産購入場所として
JR北海道釧路駅に近いため、観光客のお土産購入場所として全国的に知られており、何度もテレビ番組で取り上げられている。

## 釧路市民の台所として
もともとこの市場は釧路市民の台所として親しまれており、中心街住民の利用が多い。
そんな中、2010年1月から、スーパーが少ない橋南地区南部を中心に無料買い物循環バスを運行している。

## 近隣の競合商業施設
釧路朝市、および釧路フィッシャーマンズワーフMOO入居のエプロン市場があげられる。かつて旧総合レジャー・ショッピング・パルコ（現：ホテル釧路駅前・オーシャン）1F奥にも市場フロアが存在していた。